# Tour der British Lions nach Südafrika 1910
| Tour der British Lions nach Südafrika 1910 | Tour der British Lions nach Südafrika 1910 | Tour der British Lions nach Südafrika 1910 | Tour der British Lions nach Südafrika 1910 | Tour der British Lions nach Südafrika 1910 |
| Übersicht                                  | S                                          | G                                          | U                                          | N                                          |
| ------------------------------------------ | ------------------------------------------ | ------------------------------------------ | ------------------------------------------ | ------------------------------------------ |
| Test Matches                               | 03                                         | 01                                         | 0                                          | 2                                          |
| Sonstige Spiele                            | 21                                         | 12                                         | 3                                          | 6                                          |
| Gesamt                                     | 24                                         | 13                                         | 3                                          | 8                                          |
|                                            |                                            |                                            |                                            |                                            |
| Südafrika                                  | 03                                         | 01                                         | 0                                          | 2                                          |

Die Tour der British Lions nach Südafrika 1910 war eine Rugby-Union-Tour der als British Isles bezeichneten Auswahlmannschaft (den heutigen British and Irish Lions). Sie reiste von Juni bis September 1910 durch Südafrika und bestritt während dieser Zeit 24 Spiele. Darunter waren drei Test Matches gegen die südafrikanische Nationalmannschaft. Die Bilanz der Briten war durchzogen. In den Test Matches standen zwei Niederlagen einem Sieg gegenüber, in den übrigen 21 Spielen gegen regionale Auswahlteams mussten sie sechs Niederlagen hinnehmen.
Diese Tour gilt als offizieller Beginn der Lions-Geschichte, da erstmals ein Gremium mit Vertretern aller vier beteiligten Verbände die Mannschaft zusammenstellte. Ebenfalls dem Team gehörte der in Südafrika lebende Australier Tom Richards an. Er hatte in England Clubrugby gespielt und war 1908 mit Australien Olympiasieger geworden. Aufgrund mehrerer verletzungsbedingter Ausfälle bot er sich den Briten als Ersatzspieler an und absolvierte für diese mehrere Partien. Die britische Auswahl präsentierte sich in vollständig neuer Spielkleidung – dunkelblaue Trikots, weiße Hosen und rote Socken. Diese Kombination blieb bis 1950 bestehen.
Parallel dazu fand eine Tour nach Argentinien statt.

## Spielplan
- Hintergrundfarbe grün = Sieg
- Hintergrundfarbe gelb = Unentschieden
- Hintergrundfarbe rot = Niederlage

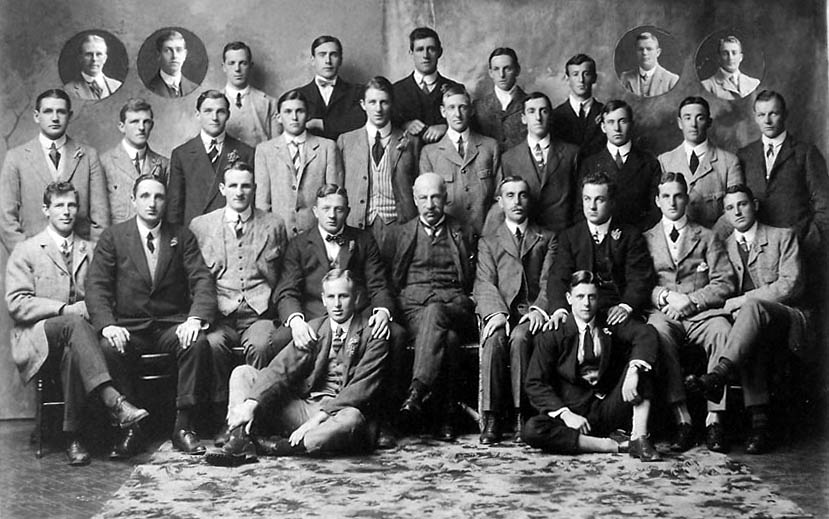
Gruppenfoto der britischen Mannschaft 1910

(Test Matches sind grau unterlegt; Ergebnisse aus der Sicht der Lions)
| #  | Datum              | Gegner                          | Ort                 | Stadion                 | Ergebnis |
| -- | ------------------ | ------------------------------- | ------------------- | ----------------------- | -------- |
| 01 | 11. Juni 1910      | South Western Districts         | Mossel Bay          |                         | 14:4     |
| 02 | 15. Juni 1910      | Western Province (Country)      | Kapstadt            | Newlands Stadium        | 11:3     |
| 03 | 18. Juni 1910      | Western Province (Universities) | Kapstadt            | Newlands Stadium        | 9:3      |
| 04 | 22. Juni 1910      | Western Province (Town)         | Kapstadt            | Newlands Stadium        | 11:11    |
| 05 | 25. Juni 1910      | Western Province                | Kapstadt            | Newlands Stadium        | 5:3      |
| 06 | 29. Juni 1910      | Griqualand West                 | Kimberley           | Kimberley Athletic Club | 0:8      |
| 07 | 02. Juli 1910      | Transvaal                       | Johannesburg        | Wanderers Ground        | 8:27     |
| 08 | 05. Juli 1910      | Pretoria                        | Pretoria            |                         | 17:0     |
| 09 | 07. Juli 1910      | Transvaal Country               | Johannesburg        |                         | 45:4     |
| 10 | 09. Juli 1910      | Transvaal                       | Johannesburg        |                         | 6:13     |
| 11 | 13. Juli 1910      | Natal                           | Pietermaritzburg    |                         | 18:16    |
| 12 | 16. Juli 1910      | Natal                           | Durban              | Lord’s No. 1 Ground     | 19:13    |
| 13 | 20. Juli 1910      | Orange River County             | Bloemfontein        | Rambler’s Ground        | 12:9     |
| 14 | 23. Juli 1910      | Griqualand West                 | Kimberley           | Kimberley Athletic Club | 3:9      |
| 15 | 27. Juli 1910      | Kapkolonie                      | Kimberley           | Kimberley Athletic Club | 0:19     |
| 16 | 30. Juli 1910      | Rhodesien                       | Bulawayo            | Hartsfield              | 24:11    |
| 17 | 06. August 1910    | Südafrika                       | Johannesburg        | Wanderers Ground        | 10:14    |
| 18 | 10. August 1910    | North Eastern Districts         | Burgersdorp         |                         | 8:8      |
| 19 | 13. August 1910    | Border                          | East London         |                         | 30:10    |
| 20 | 17. August 1910    | Border                          | King William’s Town |                         | 13:13    |
| 21 | 20. August 1910    | Eastern Province                | Port Elizabeth      |                         | 14:6     |
| 22 | 27. August 1910    | Südafrika                       | Port Elizabeth      | Crusaders Ground        | 8:3      |
| 23 | 03. September 1910 | Südafrika                       | Kapstadt            | Newlands Stadium        | 5:21     |
| 24 | 06. September 1910 | Western Province                | Kapstadt            | Newlands Stadium        | 0:8      |

## Test Matches
| 6. August 1910 | Südafrika                                                 | 14 : 10       | Großbritannien                           | Wanderers Ground, Johannesburg Zuschauer: 14.000 Schiedsrichter: Reginald Stanton (Südafrika) |
| 6. August 1910 | Versuche: de Villiers Hahn Luyt Morkel Erhöhungen: Morkel | (3:3) Bericht | Versuche: Foster Spoors Dropgoals: Jones | Wanderers Ground, Johannesburg Zuschauer: 14.000 Schiedsrichter: Reginald Stanton (Südafrika) |

Aufstellungen:
- Südafrika: Nicholas Crosby, Max Davison, Dirk de Villiers, Uncle Dobbin, Carl Hahn, Jack Hirsch, Noel Howe-Browne, Bob Loubser, Frederick Luyt, Archibald Marsberg, Douglas Morkel , Klondyke Raaff, Cliff Riordan, Henry Walker, Arthur Williams
- Großbritannien: Alexander Foster, Frank Handford, George Isherwood, Harry Jarman, Jack Jones , Maurice Neale, Oliver Piper, Thomas Richards, Fenton Smith, Jack Spoors, Robert Stevenson, Philip Waller, Jim Webb, Stanley Williams, Kenneth Wood

| 27. August 1910 | Südafrika       | 3 : 8         | Großbritannien                             | Crusaders Ground, Port Elizabeth Zuschauer: 7000 Schiedsrichter: Reginald Stanton (Südafrika) |
| 27. August 1910 | Versuche: Mills | (3:0) Bericht | Versuche: Neale Spoors Erhöhungen: Pillman | Crusaders Ground, Port Elizabeth Zuschauer: 7000 Schiedsrichter: Reginald Stanton (Südafrika) |

Aufstellungen:
- Südafrika: Percy Allport, Wilhelm Burger, Dirk de Villiers, Carl Hahn, Noel Howe-Browne, Antonie Lombard, Frederick Luyt, Richard Luyt, Billy Millar , Walter Mills, Tobias Moll, Cliff Riordan, Gideon Roos, Clive van Ryneveld, Henry Walker,
- Großbritannien: Alexander Foster, Frank Handford, George Isherwood, Harry Jarman, Jack Jones, Maurice Neale, Charles Pillman, Thomas Richards, Fenton Smith, Thomas Smyth , Jack Spoors, Robert Stevenson, Philip Waller, Jim Webb, Stanley Williams

| 3. September 1910 | Südafrika                                                                                      | 21 : 5        | Großbritannien                       | Newlands Stadium, Kapstadt Zuschauer: 3000 Schiedsrichter: Reginald Stanton (Südafrika) |
| 3. September 1910 | Versuche: Percy Allport F. Luyt Reynecke Roos Erhöhungen: D. Morkel (3) Straftritte: D. Morkel | (5:0) Bericht | Versuche: Spoors Erhöhungen: Pillman | Newlands Stadium, Kapstadt Zuschauer: 3000 Schiedsrichter: Reginald Stanton (Südafrika) |

Aufstellungen:
- Südafrika: Percy Allport, Nicholas Crosby, Dirk de Villiers, Carl Hahn, Noel Howe-Browne, Bob Loubser, Frederick Luyt, Richard Luyt, Billy Millar , Douglas Morkel, William Morkel, Hendrik Reynecke, Gideon Roos, Clive van Ryneveld, Henry Walker
- Großbritannien: Melville Baker, Frank Handford, George Isherwood, Harry Jarman, Jack Jones, Maurice Neale, Charles Pillman, Fenton Smith, Thomas Smyth , Jack Spoors, Robert Stevenson, Philip Waller, Jim Webb, Stanley Williams, Kenneth Wood

## Kader

### Management
- Tourmanager: William Cail, Walter E. Rees
- Kapitän: Tommy Smyth, Jack Jones

### Spieler
| Spieler          | Position         | Mannschaft               |
| ---------------- | ---------------- | ------------------------ |
| Noel Humphreys   | Halbspieler      | Tynedale RFC             |
| George Isherwood | Halbspieler      | Sale Sharks              |
| Arthur McClinton | Halbspieler      | North of Ireland FC      |
| Eric Milroy      | Halbspieler      | Watsonian FC             |
| Melville Baker   | Dreiviertelreihe | Newport RFC              |
| Alexander Foster | Dreiviertelreihe | City of Derry RFC        |
| Jack Jones       | Dreiviertelreihe | Newport RFC              |
| Maurice Neale    | Dreiviertelreihe | Bristol Rugby            |
| Reginald Plummer | Dreiviertelreihe | Newport RFC              |
| Jack Spoors      | Dreiviertelreihe | Bristol Rugby            |
| Charles Timms    | Dreiviertelreihe | Edinburgh University RFC |
| Kenneth Wood     | Dreiviertelreihe | Leicester Tigers         |
| Stanley Williams | Schlussmann      | Newport RFC              |

| Spieler           | Position | Mannschaft                   |
| ----------------- | -------- | ---------------------------- |
| William Ashby     | Stürmer  | University College Cork RFC  |
| Edward Crean      | Stürmer  | Liverpool St Helens FC       |
| Frank Handford    | Stürmer  | Altrincham Kersal RFC        |
| Harry Jarman      | Stürmer  | Newport RFC                  |
| James Reid Kerr   | Stürmer  | Greenock Wanderers RFC       |
| Charles Pillman   | Stürmer  | Blackheatch FC               |
| Oliver Piper      | Stürmer  | Cork Constitution            |
| Tom Richards      | Stürmer  | Bristol Rugby                |
| William Robertson | Stürmer  | Edinburgh University RFC     |
| Fenton Smith      | Stürmer  | Richmond FC                  |
| Tommy Smyth       | Stürmer  | Newport RFC                  |
| Robert Stevenson  | Stürmer  | University of St Andrews RFC |
| William Tyrrell   | Stürmer  | Queen’s University RFC       |
| Phillip Waller    | Stürmer  | Newport RFC                  |
| Jim Webb          | Stürmer  | Abertillery RFC              |